# Kafjärdens landskommun
Kafjärdens landskommun var en tidigare kommun i Södermanlands län.

## Administrativ historik
Kommunen bildades vid kommunreformen 1952 genom sammanläggning av de tidigare kommunerna Barva, Hammarby, Jäder, Kjula, Sundby och Vallby. Den fick sitt namn efter den torrlagda sjön Kafjärden.
Kommunen ägde bestånd fram till utgången av år 1970, varefter dess område uppgick i Eskilstuna kommun.
Kommunkoden var 0417.

### Kyrklig tillhörighet
I kyrkligt hänseende tillhörde kommunen församlingarna Barva, Hammarby, Jäder, Kjula, Sundby och Vallby. År 1995 bildades av dessa församlingar en ny församling med namnet Kafjärdens församling.

## Geografi
Kafjärdens landskommun omfattade den 1 januari 1952 en areal av 226,60 km², varav 223,05 km² land. Efter nymätningar och arealberäkningar färdiga den 1 januari 1961 omfattade landskommunen samma datum en areal av 229,02 km², varav 228,29 km² land.

### Tätorter i kommunen 1960
I Kafjärdens landskommun fanns den 1 november 1960 ingen tätort. Tätortsgraden i kommunen var då alltså 0,0 procent.

## Politik

### Mandatfördelning i valen 1950-1966
| 12 | 13 | 7 | 3 |

| 32 |

| 12 | 12 | 7 | 4 |

| 31 |

| 11 | 13 | 6 | 5 |

| 30 | 5 |

| 12 | 12 | 7 | 4 |

| 32 |

| 11 | 13 | 6 | 5 |

| 33 |